# Borija (instrument)
Borija, perde, čobanska truba, čobanska svirala, svirala od kore, katolici češće nazivali ćurlik ili truba, muslimani češće nazivali trubaljika, jurjevski ćurlik je truba od savijene vrbine kore. Običaj izrade borije održao se ponajviše u mjestu Hasići. Najčešće se izrađivala u proljeće jer su tada grane drveća pune sokova i kora se najlakše odvaja od drveta.  Dužina borije najčešće je bila 20-30cm. Duže borije proizvode jači i dublji zvuk. Kora vrbine grane ogulila bi se nožem na način da bi se zarezivala u krug cijelom dužinom grane te bi se nakon toga ogulila i savila u oblik trube. Prije guljenja kore, drškom noža udaralo bi se po grani da kora popusti da pri guljenju ne bi pucala i da bi ju bilo lakše oguliti. Da se spriječi odmotavanje savijene kore ona bi se pričvršćivala trnom gloga ili akacije. Pisak je također izrađivan od vrbe, a mogao se izrađivati i od oraha ili lijeske. Tanka vrbova grana zarezala bi se nožem na dužinu od 2-3cm te bi se također udaralo drškom noža po grani iz istih razloga. Nakon guljenja kore pisak bi se umetnuo u najuži dio borije. Pisak je "mala truba" koja je nataknuta u "veliku" vrbovu trubu. Pisak bi se spojio s "velikom" trubom glogovim trnovima. Ako je gornji završetak trupa trube, odnosno završetak iste kore, ujedno i pisak radi se o čobanskoj svirali. Borija nije smjela biti suha jer je suhoćom gubila mogućnost proizvodnje zvuka, stoga se da kora ne bi prebrzo uvenula navečer stavljala u vodu - zato se kaže da je to jednokratni glazbeni instrument. Zvuk borije je jedinstven i ne može ga proizvesti niti jedan drugi instrument.

## Slični instrumenti
- Svirka/svira/pištaljka/zviždaljka ili jurjevska pišća također se pravila od vrbe, točnije vrbine grančice. Ona bi se odrezala na dužinu od otprilike deset centimetara te bi se na 2-3cm od vrha zarubila i zarezala nožem. Kora s grančice bi se zatim ogulila, oprezno da ne popuca uz prethodno udaranje drškom noža po grani. Zatim bi se napravio usjek u obliku slova 'V' na dijelu na kojem nema kore te bi se vrh usjeka stanjio. Kao posljednji korak, prethodno skinuta kora koja ima ulogu piska, vratila bi se na pripremljeni oguljeni dio.[5]
- Žvegljice, frulice od vrbe[4]
- Pišće (pištaljke) ili pivčići izrađivale su se od orahove grane i bile su po svom načinu sviranja jedna vrsta preteče ćurliku.[3]

## Zanimljivosti
- Grigor Vitez napisao je pjesmu "Svirala od vrbe".
- Počinju se izrađivati nekoliko dana prije Jurjevdana pa se zato ponekad nazivaju jurjevski ćurlik, odnosno jurjevska pišća.[3]